# Pyura columna
Pyura columna is een zakpijpensoort uit de familie van de Pyuridae. De wetenschappelijke naam van de soort werd in 1991 voor het eerst geldig gepubliceerd door het echtpaar Claude en Françoise Monniot.